# Tōkyō Kōshinkyoku
Tōkyō Kōshinkyoku (東京行進曲, lit. "Marcha de Tóquio") é um filme mudo japonês de drama de 1929, dirigido por Kenji Mizoguchi. É um dos seus filmes "keiko-eiga" (de esquerda) que Mizoguchi fez no final da década de 1920. Somente um fragmento do filme sobreviveu até os dias de hoje.

## Sinopse
Michiyo, uma órfã que trabalha como operária em uma fábrica, mora com seu tio e sua esposa em Tóquio. Quando ele perde o emprego, eles decidem vendê-la a uma casa de gueixas. Em um sonho, Michiyo se lembra de sua falecida mãe, uma gueixa que estava apaixonada por um cliente que a abandonou após o nascimento de Michiyo. Yoshiki e Sakuma, filhos de famílias abastadas, avistam Michiyo no quintal da casa de seu tio e ambos se apaixonam por ela. Algum tempo depois, Michiyo se tornou uma gueixa e agora trabalha sob o nome de Orie. O pai de Yoshiki, o empresário Fujimoto, desenvolveu uma paixão por Orie, mas ao ver um anel no dedo de Orie que ela recebeu de sua mãe, ele percebe que ela é sua filha, que ele a abandonou. Yoshiki, que compete com Sakuma pelo amor de Orie, fica arrasado ao saber que ela é sua irmã. Sakuma e Orie se casam, enquanto Yoshiki embarca em uma jornada para esquecer os momentos que passou amando Orie.

## Elenco
Elenco principal:

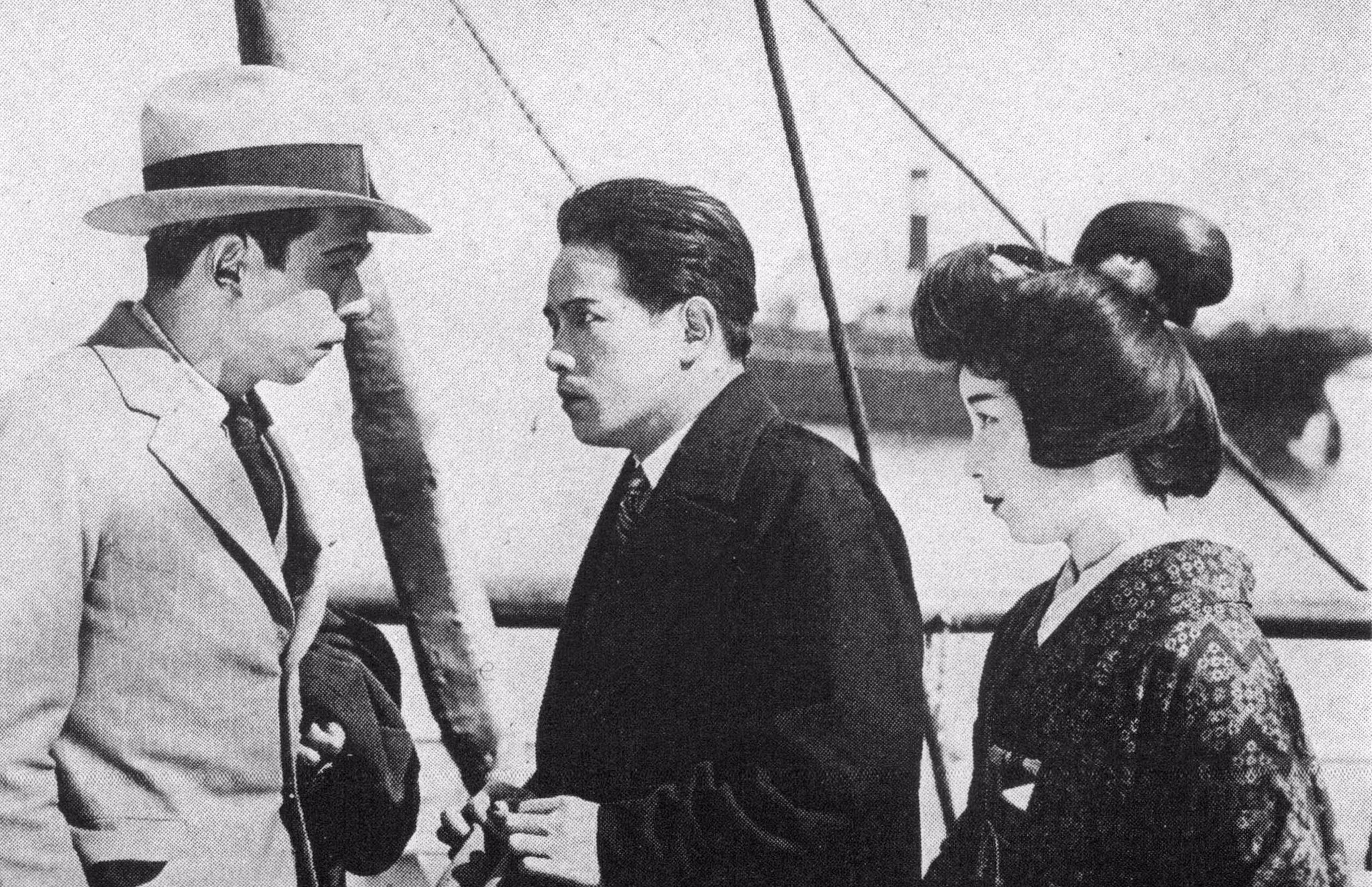
Os atores, da esquerda para direita, Reiji Ichiki, Isamu Kosugi e Shizue Natsukawa em Tōkyō Kōshinkyoku

- Shizue Natsukawa como Michiyo/Orie
- Reiji Ichiki como Yoshiki
- Isamu Kosugi como Sakuma
- Eiji Takagi como Fujimoto
- Takako Irie como Sayuriko

## Antecedentes
O sucesso da música "Tōkyō kōshinkyoku" de 1929, cantada por Chiyako Satō, levou Hiroshi Kikuchi a criar um romance serializado, à produção do filme de Mizoguchi pelo estúdio Nikkatsu (enquanto o romance ainda estava inacabado) e até mesmo a uma peça teatral. Originalmente planejado para ter algumas falas junto com interlúdios sonoros contendo música, o filme acabou sendo lançado como um filme completamente mudo. Semelhante à Tokai Kokyōkyoku de Mizoguchi, Tōkyō Kōshinkyoku apresentou o amor como o que une os membros do proletariado e da classe alta.

## Mídia doméstica
Um fragmento de 24 minutos do filme foi publicado em DVD como complemento da série The Water Magician, de Mizoguchi, criada pela Digital MEME em 2007.